# Меб (супутник)
Меб, також Уран XXVI (англ. Mab) — внутрішній супутник Урана.
Був відкритий 25 серпня 2003 року Марком Шоуолтером і Джеком Ліссауером за допомогою космічного телескопа «Габбл». Після відкриття отримав тимчасове позначення S/2003 U 1.
Теперішня назва походить від імені королеви фей з англійського фольклору. Фея згадана у п'єсі Шекспіра «Ромео і Джульєтта».
Оскільки цей супутник малий як за розміром, так за здатністю відбивати світло поверхнею, він не був виявлений на зображеннях, зроблених апаратом «Вояджер-2» під час його проходження біля Урана у 1986 році. При цьому Меб яскравіший у порівнянні з іншим супутником Пердітою, котрий був відкритий за фотографіями «Вояджера-2» у 1999 році. Цей факт спонукав учених повторно досліджувати старі знімки, і цього разу супутник Меб був на них виявлений.
Розміри супутника Меб визначені з малою точністю. Якщо він так само темний як і Пак, то він має 24 км у діаметрі. Якщо ж супутник Меб так само яскравий, як сусідній супутник Міранда, то за розмірами поступається навіть Купідонові, за розмірами приблизно дорівнюючи найдрібнішим далеким супутникам Урана.
Орбіта Меб відчуває сильні збурення, джерело яких досі неясне. Вважається, що причиною збурень є вплив сусідніх супутників.
Меб обертається на одній відстані від Урана з нещодавно відкритим пиловим кільцем R/2003 U 1. Розміри Меб близькі до оптимальних для утворення пилу: більші супутники збирають власний пил силою гравітації, а у дрібніших замала площа поверхні для живлення кільця шляхом зіткнень з частиками кільця або метеороїдами. Аналогічних кілець не виявлено для Пердіти та Купідона. Ймовірно, через те, що Белінда збирає їхній пил.